# 블러드샤이 & 아방트
블러드샤이 & 아방트(Bloodshy & Avant)는 스웨덴의 작곡, 음반 제작 듀오다. 블러드샤이의 본명은 크리스티안 칼손(Christian Karlsson), 아방트의 본명은 폰투스 빈베리(Pontus Winnberg)이다.